# Сельское поселение Нестеровское (Вологодская область)
Сельское поселение Нестеровское — упразднённое сельское поселение в составе Сокольского района Вологодской области. Центр — деревня Нестерово.
Образовано 1 января 2006 года в соответствии с Федеральным законом № 131 «Об общих принципах организации местного самоуправления в Российской Федерации».

## История
В 1999 году был утверждён список населённых пунктов Вологодской области. Согласно этому списку, в состав Нестеровского сельсовета входили 46 населённых пунктов, в состав Кокошиловского — 20 населённых пунктов.
Постановлением Губернатора Вологодской области от 6 июня 2001 года деревни Погорелиха и Починилово Нестеровского сельсовета были упразднены. С тех пор и до 1 марта 2010 года состав Нестеровского и Кокошиловского сельсоветов не изменялся.
1 января 2006 года в составе Сокольского района были образованы
- сельское поселение Нестеровское с центром Нестерово, в которое вошёл Нестеровский сельсовет (ОКАТО 19 238 840), включавший 44 населённых пункта,
- сельское поселение Кокошиловское с центром Великий Двор, в которое вошёл Кокошиловский сельсовет (ОКАТО 19 238 836), включавший 20 населённых пунктов.

Законом Вологодской области от 13 апреля 2009 года № 2006-ОЗ, сельские поселения Кокошиловское и Нестеровское были преобразованы, путём их объединения, в сельское поселение Нестеровское с административным центром в деревне Нестерово.
Законом Вологодской области от 3 мая 2017 года № 4131-ОЗ, сельские поселения Архангельское и Нестеровское были преобразованы, путём их объединения, в сельское поселение Архангельское с административным центром в селе Архангельское.

## География
Расположено на северо-западе района. Граничит:
- на севере и востоке с сельским поселением Двиницкое и городским поселением город Кадников,
- на юге с сельским поселением Пригородное,
- на юго-западе с сельским поселением Архангельское,
- на северо-западе с Высоковским сельским поселением Усть-Кубинского района (граница проходит по реке Кубена),
- на севере с Харовским и Семигородним сельскими поселениями Харовского района.

По территории протекает реки Бохтюга, Глушица, Голодейка. В деревне Морженга расположена одноимённая станция Северной железной дороги (участок Сокол — Харовск).

## Экономика
Основные предприятия и учреждения:
- СПК «Нестеровское»;
- молокозавод — отделение Сухонского молкомбината
- Бригада отделения Архангельское ОАО «Вологодский картофель».
- АТС;
- база отдыха Сокольского ЦБК
- Нестеровский ФАП;
- 2 медпункта;
- 3 дома культуры, 2 библиотеки;
- баня;
- Грибцовский клуб-библиотека;
- Нестеповская обшеобразовательная школа;
- детский сад «Ветерок».

## Достопримечательности
В деревне Грибцово сохранилась полуразрушенная церковь Святого Илии Пророка. Неизвестно, когда она была построена, известно только, что во второй половине XVIII века она сильно пострадала при пожаре, в 1819 году была восстановлена колокольня.
На территории сельского поселения было построено 7 часовен: Тихвинской Божией Матери в деревне Мялицыно, мученикам Флору и Лавру в деревне Нестерово, Воскресения Христова в деревне Михалёво, в честь Святого Духа в деревне Меленка, в честь Успенья Божией Матери в деревнях Лагуново и Левково, Александра Невского в деревне Угол.

## Населённые пункты
С 2020 года в состав сельского поселения входило 64 населённых пункта, в том числе
62 деревни,
2 села.
| Населённый пункт     | ОКАТО          | Рег. номер | Расстояние до районного центра, км | Расстояние до центра поселения, км | Координаты                      |
| -------------------- | -------------- | ---------- | ---------------------------------- | ---------------------------------- | ------------------------------- |
| деревня Анофринское  | 19 238 840 002 | 5516       | 36                                 | 5                                  |                                 |
| деревня Антуфьево    | 19 238 836 002 | 5496       | 48                                 |                                    | 59°39′19″ с. ш. 40°05′41″ в. д. |
| деревня Афанасово    | 19 238 840 003 | 5517       | 34                                 | 3                                  |                                 |
| деревня Бакулино     | 19 238 840 004 | 5518       | 37                                 | 6                                  | 59°40′49″ с. ш. 40°03′44″ в. д. |
| деревня Бессолово    | 19 238 836 003 | 5497       | 51                                 |                                    | 59°35′44″ с. ш. 40°08′14″ в. д. |
| деревня Большой Двор | 19 238 840 005 | 5519       | 44                                 | 13                                 | 59°44′16″ с. ш. 39°51′32″ в. д. |
| деревня Борщево      | 19 238 840 006 | 5520       | 38                                 | 7                                  | 59°42′00″ с. ш. 39°53′32″ в. д. |
| деревня Бурцево      | 19 238 840 007 | 5521       | 45                                 | 14                                 | 59°46′19″ с. ш. 39°58′16″ в. д. |
| деревня Вахнево      | 19 238 840 008 | 5522       | 46                                 | 15                                 | 59°45′52″ с. ш. 39°54′44″ в. д. |
| деревня Вачево       | 19 238 840 009 | 5523       | 41                                 | 10                                 |                                 |
| село Великий Двор    | 19 238 836 001 | 5495       | 43                                 |                                    | 59°38′14″ с. ш. 40°03′42″ в. д. |
| деревня Герасимово   | 19 238 836 004 | 5498       | 49                                 |                                    | 59°36′29″ с. ш. 40°06′44″ в. д. |
| деревня Голодеево    | 19 238 836 005 | 5499       | 49                                 |                                    | 59°38′58″ с. ш. 40°06′49″ в. д. |
| деревня Горка        | 19 238 836 006 | 5500       | 45                                 |                                    |                                 |
| село Грибцово        | 19 238 840 010 | 5524       | 42                                 | 11                                 | 59°44′32″ с. ш. 39°53′07″ в. д. |
| деревня Деревенька   | 19 238 840 011 | 5525       | 34                                 | 3                                  | 59°40′01″ с. ш. 40°00′40″ в. д. |
| деревня Дмитриково   | 19 238 840 012 | 5526       | 35                                 | 4                                  | 59°40′00″ с. ш. 40°00′41″ в. д. |
| деревня Заболотье    | 19 238 836 007 | 5501       | 48,5                               |                                    | 59°37′13″ с. ш. 40°07′54″ в. д. |
| деревня Заледеево    | 19 238 840 013 | 5527       | 45                                 | 14                                 |                                 |
| деревня Иваниха      | 19 238 840 014 | 5528       | 44                                 | 13                                 | 59°43′44″ с. ш. 39°52′00″ в. д. |
| деревня Исаево       | 19 238 840 015 | 5529       | 42                                 | 11                                 | 59°43′21″ с. ш. 39°53′37″ в. д. |
| деревня Истоминское  | 19 238 840 016 | 5530       | 46                                 | 15                                 | 59°46′39″ с. ш. 39°58′53″ в. д. |
| деревня Кокошилово   | 19 238 836 009 | 5503       | 46                                 |                                    | 59°37′48″ с. ш. 40°05′54″ в. д. |
| деревня Конаниха     | 19 238 840 018 | 5531       | 33                                 | 2,5                                | 59°41′30″ с. ш. 39°58′43″ в. д. |
| деревня Копосиха     | 19 238 840 019 | 5532       | 39,5                               | 8,5                                | 59°43′30″ с. ш. 39°54′38″ в. д. |
| деревня Кузнечиха    | 19 238 840 022 | 5534       | 29                                 | 2                                  |                                 |
| деревня Лагуново     | 19 238 840 023 | 5535       | 34                                 | 3                                  |                                 |
| деревня Лебечиха     | 19 238 840 024 | 5536       | 46                                 | 15                                 | 59°46′15″ с. ш. 39°55′55″ в. д. |
| деревня Левково      | 19 238 840 025 | 5537       | 32                                 | 1,5                                | 59°41′13″ с. ш. 40°00′13″ в. д. |
| деревня Марфинское   | 19 238 840 026 | 5538       | 35                                 | 4                                  | 59°42′26″ с. ш. 39°56′10″ в. д. |
| деревня Медведево    | 19 238 840 027 | 5539       | 41                                 | 10                                 | 59°43′56″ с. ш. 39°54′01″ в. д. |
| деревня Меленка      | 19 238 840 028 | 5540       | 28                                 | 3                                  | 59°39′56″ с. ш. 39°56′52″ в. д. |
| деревня Михалево     | 19 238 840 030 | 5541       | 33                                 | 2                                  | 59°41′21″ с. ш. 39°57′53″ в. д. |
| деревня Морженга     | 19 238 836 011 | 5505       | 51                                 |                                    | 59°37′08″ с. ш. 40°11′24″ в. д. |
| деревня Мялицыно     | 19 238 840 031 | 5542       | 33                                 | 2                                  |                                 |
| деревня Нестерово    | 19 238 840 001 | 5515       | 31                                 | 0                                  | 59°40′50″ с. ш. 39°59′52″ в. д. |
| деревня Никулинское  | 19 238 840 032 | 5543       | 34                                 | 3,5                                | 59°40′48″ с. ш. 39°56′29″ в. д. |
| деревня Новое        | 19 238 840 033 | 5544       | 44                                 | 13                                 |                                 |
| деревня Острилово    | 19 238 840 034 | 5545       | 35                                 | 4                                  |                                 |
| деревня Панютино     | 19 238 840 035 | 5546       | 34                                 | 3,5                                | 59°42′23″ с. ш. 39°57′02″ в. д. |
| деревня Пахино       | 19 238 840 036 | 5547       | 44                                 | 13                                 |                                 |
| деревня Покровское   | 19 238 836 012 | 5506       | 47                                 |                                    | 59°37′15″ с. ш. 40°05′32″ в. д. |
| деревня Поповка      | 19 238 840 038 | 5549       | 43                                 | 12                                 | 59°45′01″ с. ш. 39°53′36″ в. д. |
| деревня Починок      | 19 238 836 013 | 5507       | 48,5                               |                                    | 59°38′32″ с. ш. 40°07′53″ в. д. |
| деревня Пустыня      | 19 238 836 014 | 5508       | 52                                 |                                    | 59°34′29″ с. ш. 40°05′00″ в. д. |
| деревня Решетниково  | 19 238 840 040 | 5551       | 36,5                               | 5,5                                | 59°42′35″ с. ш. 39°55′15″ в. д. |
| деревня Рыкуля       | 19 238 836 015 | 5509       | 53                                 |                                    | 59°33′54″ с. ш. 40°05′11″ в. д. |
| деревня Рылово       | 19 238 836 016 | 5510       | 43                                 |                                    | 59°39′09″ с. ш. 40°03′27″ в. д. |
| деревня Сверчково    | 19 238 840 042 | 5552       | 35                                 | 3                                  | 59°40′58″ с. ш. 39°52′46″ в. д. |
| деревня Середнее     | 19 238 836 017 | 5511       | 43,5                               |                                    | 59°37′59″ с. ш. 40°04′38″ в. д. |
| деревня Сониха       | 19 238 840 043 | 5553       | 43                                 | 12                                 | 59°43′51″ с. ш. 39°53′03″ в. д. |
| деревня Сосновец     | 19 238 836 018 | 5512       | 51                                 |                                    | 59°34′30″ с. ш. 40°06′48″ в. д. |
| деревня Спицыно      | 19 238 840 044 | 5554       | 40                                 | 8,5                                |                                 |
| деревня Трепарево    | 19 238 840 045 | 5555       | 43                                 | 12                                 |                                 |
| деревня Труфаново    | 19 238 836 019 | 5513       | 46                                 |                                    | 59°38′59″ с. ш. 40°05′08″ в. д. |
| деревня Туреево      | 19 238 836 020 | 5514       | 48                                 |                                    | 59°38′19″ с. ш. 40°07′06″ в. д. |
| деревня Угол         | 19 238 840 046 | 5556       | 36                                 | 5                                  | 59°40′31″ с. ш. 40°02′57″ в. д. |
| деревня Чепурово     | 19 238 840 047 | 5557       | 35                                 | 4                                  | 59°40′39″ с. ш. 40°01′20″ в. д. |
| деревня Шилыково     | 19 238 840 048 | 5558       | 46                                 | 15                                 | 59°46′41″ с. ш. 39°54′09″ в. д. |
| деревня Шулепово     | 19 238 840 049 | 5559       | 47                                 | 16                                 | 59°47′20″ с. ш. 39°59′14″ в. д. |
| деревня Щуриха       | 19 238 840 050 | 5560       | 43                                 | 12                                 |                                 |

Населённые пункты, упразднённые 20 ноября 2020 года
| Населённый пункт | ОКАТО          | Рег. номер | Расстояние до районного центра, км | Расстояние до центра поселения, км | Координаты                      |
| ---------------- | -------------- | ---------- | ---------------------------------- | ---------------------------------- | ------------------------------- |
| деревня Карьер   | 19 238 836 008 | 5502       | 12                                 |                                    | 59°35′09″ с. ш. 40°10′59″ в. д. |
| деревня Копытово | 19 238 840 020 | 5533       | 35                                 | 4                                  | 59°41′43″ с. ш. 39°56′24″ в. д. |
| деревня Кромино  | 19 238 836 010 | 5504       | 46                                 |                                    | 59°37′17″ с. ш. 40°04′00″ в. д. |

Населённые пункты, упразднённые в 2001 году:
| Населённый пункт   | ОКАТО          | Рег. номер | Расстояние до районного центра, км | Расстояние до центра поселения, км | Координаты |
| ------------------ | -------------- | ---------- | ---------------------------------- | ---------------------------------- | ---------- |
| деревня Погорелиха | 19 238 840 037 | 5548       |                                    | 5                                  |            |
| деревня Починилово | 19 238 840 039 | 5550       |                                    |                                    |            |